# Korpijoki (vattendrag i Norra Österbotten, lat 65,50, long 26,45)
Korpijoki är ett vattendrag i Finland.   Det ligger i landskapet Norra Österbotten, i den centrala delen av landet, 600 km norr om huvudstaden Helsingfors.